# Ducat d'Estíria
El ducat d'Estíria (alemany Herzogtum Steiermark; eslovè Vojvodina Štajerska) fou una jurisdicció feudal del Sacre Imperi Romanogermànic, successora de la Marca d'Estíria, localitzada al sud d'Àustria i nord d'Eslovènia. Fou part del Sacre Imperi fins al 1806 i més tard de la Cisletània d'Àustria-Hongria fins al 1918.

## Història
El ducat fou creat per l'emperador Frederic I el 1180, a la caiguda del duc bavarès Enric el Lleó, quan va elevar la marca d'Estíria a ducat amb igual rang que els veíns ducats d'Àustria, Caríntia i Baviera. Era llavors marcgravi Ottokar IV que va esdevenir el primer duc. Ottokar no tenia successió i el 1186 va signar el pacte de Georgenberg amb la casa de Babenberg que governava al ducat d'Àustria, pel qual Estíria passaria a aquesta casa que regiria els dos ducats en unió personal. A la mort d'Ottokar IV el 1192, Estíria, d'acord amb el que s'havia pactat, va passar a Leopold V d'ÀAustria.

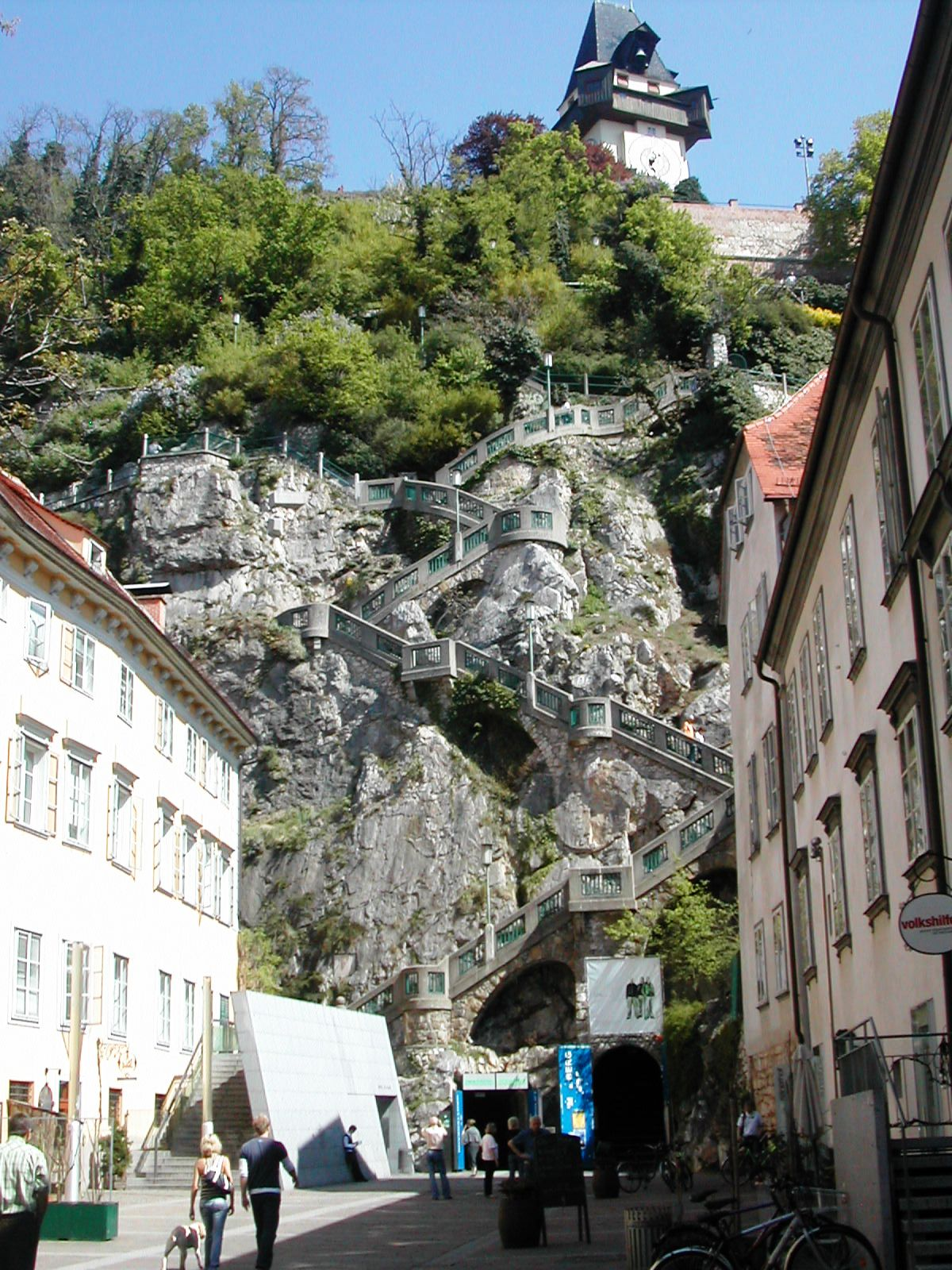
Castell de Graz

La dinastia Babenberg es va extingir el 1246, a la mort del duc Frederic II el Bataller en batalla contra Béla IV d'Hongria. Estíria va quedar com un feu imperial vacant per la manca d'autoritat central a la deposició de l'emperador Frederic II; Vladislau de Moràvia hi fou reconegut (1246) però va morir el gener de 1247; Herman VI de Baden-Baden va intentar establir el seu domini i va morir el 1250 succeint-lo en les seves pretensions el seu fill Frederic I de Baden-Baden; aleshores la noblesa ja s'havia decantat per Ottokar (V de Caríntia), després Ottokar II de Bohèmia, que hi fou reconegut el 1251 (i es va casar amb Margarida de Babenberg, germana del darrer duc), però el 1254 havia caigut en mans dels hongaresos que foren expulsats després de la seva derrota davant Ottokar de Bohèmia a la batalla de Kressenbrunn (1260). L'enfrontament de Ottokar i Rodolf I d'Habsburg pel tron imperial, va provocar el decret imperial pel qual tots els feus vacants a la mort de l'emperador Frederic II el 1250, revertien a l'Imperi; Estíria i Àustria (igual que Caríntia i Carniola heretades per Ottokar el 1269) havien de ser tornades pel rei de Bohèmia, però aquest no ho va fer de bon grat; finalment Rodolf I va derrotar a Ottokar a la batalla de Marchfeld el 1278, i el bohemi va haver d'evacuar els ducats i els seus annexes. Rodolf va concedir Àustria i Estíria als seus fills Albert I i Rodolf II inicialment per governar de manera conjunta, però després del tractat de Rheinfelden de l'1 de juny de 1283 Rodolf va renunciar a la seva quota i va quedar només per Albert.

Els territoris que conformen l'arxiducat d'Àustra

La casa d'Habsburg va proveir de ducs a Estíria en endavant. Va romandre unida amb Àustria fins al tractat de Neuberg de 1379, després del qual Estíria, Caríntia i Carniola van formar l'Àustria Interior, un territori regit per la línia leopoldina austríaca, descendents de Leopold III d'Habsburg, que van establir residència a Graz.
El 1456 els ducs d'Estíria van poder ampliar el territori del ducat de manera rellevant amb l'adquisició dels dominis dels comtes de Celle (Celje) a la baixa Estíria. El ducat d'Estíria va tornar a la unió personal amb Àustria quan el duc de Caríntia, Carniola i Estíria, net de Leopold III, Frederic va heretar Àustria (com a Frederic V d'Àustria) el 1457. El 1496 el fill de Frederic, Maximilià I va decretar l'expulsió de tots els jueus d'Estíria (els quals no van poder tornar a Graz fins al 1856). El 1512 el ducat fou integrat en el Cercle Austríac de l'Imperi.
Des de 1564 una segona branca cadet dels Habsburg va governar a Estíria i altres territoris (l'Àustria Interior) des de 1564. Sota l'arxiduc Carles II d'Àustria Interior, Graz fou el centre de la contra reforma iniciada pels jesuïtes de la universitat de Graz (establerta el 1585) i continuada sota el fill de Carles, Ferran II, que va esdevenir únic governant de tots els dominis dels Habsburg a l'Imperi el 1619. La població protestant fou expulsada el 1600 (incloent l'astrònom Johannes Kepler). Durant els darrers 75 anys, la lluita amb els otomans després de la batalla de Mohács havia provocat molt de mal al territori que es va despoblar; prop de vint vegades es van produir incursions otomanes a Estíria i esglésies, monestirs, pobles i llogarets foren destruïts i saquejats i la població massacrada o capturada com esclaus.

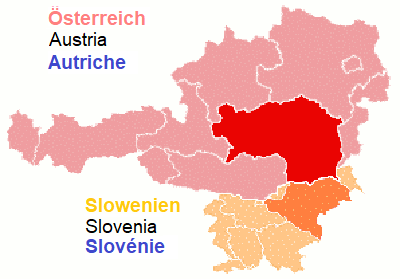
Ducat d'Estíria en les modernes Àustria i Eslovènia

Estíria va romandre dins la monarquia dels Habsburg i des de 1804 va pertànyer a l'Imperi Austríac. El seu desenvolupament fou promugut per l'arxiduc Joan, germà petit de Francesc II, que el 1811 va fundar el Landesmuseum Joanneum, predecessor de la Universitat Tecnològica de Graz, i la universitat de Leoben el 1840. Va construir també el ferrocarril de Semmering a Mürzzuschlag i el ferrocarril d'Àustria del sud (Viena a Trieste) acabat el 1857, que va afavorir l'economia local. En el compromís austro-hongarès de 1867 (Ausgleich), el ducat fou assignat com a terra de la corona per la part de Cisletània de la monarquia d'Àustria-Hongria; l'augment del nacionalisme va començar a provocar conflictes entre la població alemanya i eslovena.
Al final de la I Guerra Mundial, la monarquia es va enfonsar. La república alemanya d'Àustria reclamava totes les terres de Cisletània amb població alemanya significativa (així doncs la major part d'Estíria); la baixa Estíria poblada per eslovens es va unir a l'estat de Serbis, Croates i Eslovens. El conflicte armat va esclatar a la població multilingüe de Maribor/Marburg fins al 1919 quan pel tractat de Saint-Germain-en-Laye l'antic ducat fou partit en línies ètniques amb dos terços (l'Alta Estíria amb Graz) per Àustria i l'altra terç (amb Maribor) pel Regne dels Serbis, Croates i Eslovens, després regne de Iugoslàvia, i el 1990 Eslovènia.

## Demografia
La població el 1910 era:
- 983,000 parlants d'alemany
- 409.000 parlants d'eslovè

## Ducs d'Estíria

### Dinastia delsOttokars
- Ottokar IV (1180–1192)

### Casa de Babenberg
- Leopold V d'Àustria (1192–1194)
- Leopold VI d'Àustria (1194–1230), fill
- Frederic II el Bataller (1230–1246), duc d'Àustria mort en batalla

### Premíslides
- Vladislau de Moràvia 1246-1247
- Interregne 1247-1251
- Ottokar V (1251–1254)

### Dinastia Árpád
- Béla IV d'Hongria (1254–1258)
- Esteve V d'Hongria (1258–1260)

### Premíslides
- Ottokar V, altre cop (1260–1278)

### Dinastia Habsburg
- Rodolf I (1278–1282), rei dels Romans 1273–1291
- Albert I (1282–1308), fill, rei dels Romans des de 1298, conjuntament amb el seu germà 1282-1283
  - Rodolf II (1282–1283)
  - Rodolf III (1298–1307)
- Frederic (1308–1330), fill d'Albert I (conjuntament amb el seu germà) 
  - Leopold I (1308–1326)
- Albert II (1330–1358), fill d'Albert I (conjuntament amb el seu germà)
  - Otó l'Alegre (1330–1339)
- Rodolf IV (1358–1365), fill d'Albert II
- Albert III (1365–1379), fill d'Albert II (conjuntament amb el seu germà)
  - Leopold III (1365–1386), Duc d'Àustria Interior des de 1379

#### Línia Leopoldina
- Guillem (1386–1406), fill de Leopold III
- Ernest (1406–1424), fill de Leopold III
- Frederic V (1424–1493), fill d'Ernest, rei dels Romans des de 1440, emperador des de 1452, arxiduc d'Àustria des de 1457, (conjuntament amb el seu germà)
  - Albert VI (1424–1463)
- Maximilià I (1493–1519), també arxiduc d'Àustria, emperador electe des de 1508
- Carles I (1519–1521), també arxiduc d'Àustria, emperador 1530-1556
- Ferran I (1521–1564), també arxiduc d'Àustria, emperador electe des de 1558
- Carles II (1564–1590), Arxiduc d'Àustria Interior
- Ferran II (1590–1637), arxiduc d'Àustria Interior, també arxiduc d'Àustria i emperador des de 1619
- Unió personal definitiva amb Àustria.